# Петрук Денис Дмитрович
Денис Дмитрович Петрук — солдат Збройних Сил України, учасник російсько-української війни, що загинув у ході російського вторгнення в Україну в 2022 році.

## Життєпис
Денис Петрук народився 4 червня 2000 року в селі Ліщани (з 2020 року — Сахновецької сільської територіальної громади) Шепетівського району Хмельницької області. Після закінчення загальноосвітньої школи в рідному селі в 2017 році вступив до Хмельницького кооперативного торговельно-економічного інституту на спеціальність «готельно-ресторанна справа». У 2020 році Денис Петрук перевівся на заочне відділення й почав військову службу: підписав контракт із ЗСУ. В червні 2021 року закінчив виш та продовжував військову службу. З початком російського вторгнення в Україну перебував на передовій. Загинув військовослужбовець 21 березня 2022 року в селі Мала Любаша Костопільського району Рівненської області від ракетного удару по одному з військових полігонів. Попрощалися з Денисом Петруком 20 квітня 2022 року в селі Ліщани на Шепетівщині.

## Нагороди
- Орден «За мужність» III ступеня (2022, посмертно) — за особисту мужність і самовіддані дії, виявлені у захисті державного суверенітету та територіальної цілісності України, вірність військовій присязі [4].